# 불기둥과 구름기둥

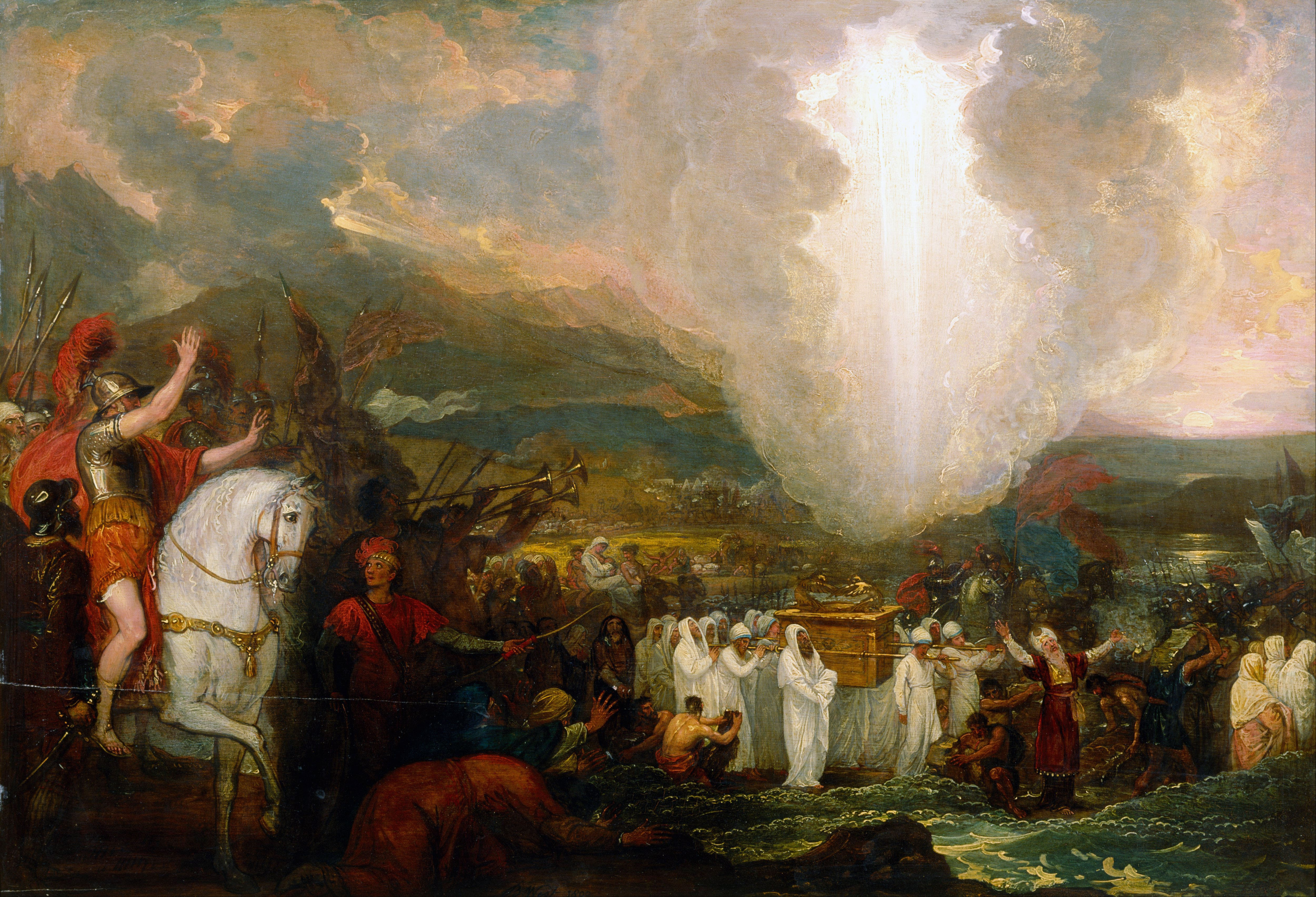

불기둥(히브리어: עMONוד אש, 로마자 표기: 'ammūḏ 'êš)과 구름기둥(עMONוד ענן 'ammūḏ 'ānān)은 히브리어 성경의 처음 다섯 권의 여러 곳에 묘사된 이중 신현(하나님의 현현)이다. 이 기둥은 이집트에서 탈출할 때 이스라엘 백성을 사막에서 인도했다고 한다. 낮에는 구름기둥이 이스라엘 백성들에게 눈에 보이는 길을 제시했고, 밤에는 불기둥이 이스라엘 백성들의 길을 비췄다.

## 성경 이야기
구름기둥과 불기둥은 모세가 이스라엘 백성을 애굽의 포로 생활에서 인도한 직후 출애굽기 13장에서 처음 언급된다. 낮에는 구름기둥이 그들 앞에 서서 그들의 길을 인도하고, 밤에는 불기둥이 그들에게 비취었다고 기록되어 있다.
그러나 바로는 이스라엘 사람들을 추격하기 위해 군대를 이끌고 홍해 옆에 있는 그들의 진에서 그들을 따라잡는다. 밤에 군대가 접근하지 못하도록 구름 기둥이 개입한다. 그것은 이스라엘 사람들 뒤에 위치하여 이집트 군대를 어둠 속에 남겨두고 그들의 진영에 빛을 비춘다. 그런 다음 모세는 홍해를 가르고, 이스라엘 백성은 마른 강바닥을 건넜다. 애굽 사람들이 그들을 따르지만, 하나님께서 불기둥과 구름기둥 가운데서 그들을 내려다보시고 그들의 군대를 혼란에 빠뜨리신다.
이스라엘 백성이 시내산에 도착하자 구름이 산을 덮고 모세는 계명을 받기 위해 그 안으로 들어간다. 아래 관찰자들에게 구름은 산 꼭대기에 있는 "삼키는 불"처럼 보인다. 나중에 성막(또는 “회막”)이 건축된 후, 구름기둥이 성막 입구로 내려오는데, 그곳에서 하나님은 모세와 대면하여 대화하신다.
이 시점부터 이야기는 이스라엘 백성들이 진을 칠 때마다 구름이 내려와 성막을 덮었다고 말한다(밤에는 불처럼 보임). 그것이 다시 들어올려지면 그들은 구름이 길을 인도하면서 여행의 다음 단계로 출발할 것이다. 때로는 구름이 성막 위에 오랫동안 머물곤 했다. 때로는 저녁부터 아침까지만 그러했다. “이틀이든지 한 달이든지 일 년이든지” 구름이 떠올라 움직일 때까지 이스라엘 백성은 진을 떼지 않았다.
성경의 다른 곳에서는 시편과 느헤미야서에 구름기둥과 불기둥에 대한 언급이 있다. 이 주제는 이사야서에 기초를 두고 있다. 4장에서 선지자는 종말 이후 시대의 거룩한 도시 시온에 대한 환상을 묘사하며, 그 도시가 낮에는 연기 구름, 밤에는 불로 덮일 것이라고 말한다. 에스겔서 1장에도 구름 속의 불에 대한 언급이 있는데, 이 장은 전통적으로 시내산의 계시 이야기와 연결되어 왔다.

## 같이 보기
- 회오리바람